# Лодж-Грасс (Монтана)
Лодж-Грасс (англ. Lodge Grass) — місто (англ. town) в США, в окрузі Біґ-Горн штату Монтана. Населення — 441 особа (2020).

## Географія
Лодж-Грасс розташований за координатами 45°18′51″ пн. ш. 107°22′2″ зх. д. / 45.31417° пн. ш. 107.36722° зх. д. (45.314163, -107.367310).  За даними Бюро перепису населення США в 2010 році місто мало площу 0,62 км², уся площа — суходіл. В 2017 році площа становила 0,67 км², уся площа — суходіл.

### Клімат
| Клімат : Лодж-Грасс   | Клімат : Лодж-Грасс | Клімат : Лодж-Грасс | Клімат : Лодж-Грасс | Клімат : Лодж-Грасс | Клімат : Лодж-Грасс | Клімат : Лодж-Грасс | Клімат : Лодж-Грасс | Клімат : Лодж-Грасс | Клімат : Лодж-Грасс | Клімат : Лодж-Грасс | Клімат : Лодж-Грасс | Клімат : Лодж-Грасс | Клімат : Лодж-Грасс |
| Показник              | Січ.                | Лют.                | Бер.                | Квіт.               | Трав.               | Черв.               | Лип.                | Серп.               | Вер.                | Жовт.               | Лист.               | Груд.               | Рік                 |
| Середній максимум, °C | 3,3                 | 6,7                 | 10,6                | 16,1                | 21,7                | 26,7                | 32,2                | 31,7                | 25,6                | 17,8                | 9,4                 | 4,4                 | 17,2                |
| Середній мінімум, °C  | −8,3                | −5,6                | −2,8                | 2,2                 | 7,2                 | 11,1                | 14,4                | 13,9                | 8,9                 | 3,9                 | −2,2                | −6,7                | 2,8                 |
| Норма опадів, мм      | 23                  | 18                  | 33                  | 53                  | 74                  | 66                  | 33                  | 25                  | 46                  | 43                  | 23                  | 20                  | 452                 |
| --------------------- | ------------------- | ------------------- | ------------------- | ------------------- | ------------------- | ------------------- | ------------------- | ------------------- | ------------------- | ------------------- | ------------------- | ------------------- | ------------------- |
| Джерело: Weatherbase  |                     |                     |                     |                     |                     |                     |                     |                     |                     |                     |                     |                     |                     |

## Демографія
Згідно з переписом 2010 року, у місті мешкало 428 осіб у 114 домогосподарствах у складі 95 родин. Густота населення становила 689 осіб/км².  Було 133 помешкання (214/км²).
Расовий склад населення:
| - 86,7 % — корінних американців - 9,6 % — білих - 0,2 % — азіатів |

До двох чи більше рас належало 3,3 %. Частка іспаномовних становила 1,4 % від усіх жителів.
За віковим діапазоном населення розподілялося таким чином: 39,7 % — особи молодші 18 років, 51,7 % — особи у віці 18—64 років, 8,6 % — особи у віці 65 років та старші. Медіана віку мешканця становила 24,7 року. На 100 осіб жіночої статі у місті припадало 89,4 чоловіків;  на 100 жінок у віці від 18 років та старших — 80,4 чоловіків також старших 18 років.
Середній дохід на одне домашнє господарство  становив 33 631 долар США (медіана — 23 854), а середній дохід на одну сім'ю — 38 081 долар (медіана — 25 000). Медіана доходів становила 35 833 долари для чоловіків та 30 000 доларів для жінок. За межею бідності перебувало 48,4 % осіб, у тому числі 68,2 % дітей у віці до 18 років та 9,8 % осіб у віці 65 років та старших.
Цивільне працевлаштоване населення становило 94 особи. Основні галузі зайнятості: освіта, охорона здоров'я та соціальна допомога — 29,8 %, публічна адміністрація — 25,5 %, роздрібна торгівля — 13,8 %, сільське господарство, лісництво, риболовля — 6,4 %.